# Takamasa Sakai
Takamasa Sakai (født 18. maj 1988) er en tidligere japansk fodboldspiller.
Han har spillet for flere forskellige klubber i sin karriere, herunder Kataller Toyama.